# HD203845
HD203845 — хімічно пекулярна зоря спектрального класу A2, що має видиму зоряну величину в смузі V приблизно  9,1.
Вона  розташована на відстані близько 1045,4 світлових років від Сонця.